# ロジャー・マンベル
ロジャー・マンベル（Roger Manvell、1909年10月10日 - 1987年11月30日）は、イギリスの作家、映像作家。マンヴェルとも表記。

## 生涯
第二次世界大戦中は英国情報省(en:Ministry of Information (United Kingdom))に所属し、英国政府のプロパガンダ映画を作製していた。
映画やアニメーションに関する著作も多く、またナチス・ドイツに関する研究書、アドルフ・ヒトラーやルドルフ・ヘス、ハインリヒ・ヒムラー、ヘルマン・ゲーリングらの伝記を執筆・共著している。
またアニメーション製作に関する基本的な事項を網羅した教科書の古典「The Technique of Film Animation」（1959、ジョン・ハラスと共著）は、1963年に「アニメーション－理論・実際・応用」（東京中日新聞出版局）として邦訳出版され、日本のアニメーションの創成期に多大な影響を与えた。

## 技術書
- 「アニメーション－理論・実際・応用」（1959、ダヴィッド社）

## ノンフィクション
- 「ナチ第3帝国」ワイド版　第2次世界大戦全史1 （1966、ツル・インターナショナル）
- 「ゲシュタポ　恐怖の秘密警察とナチ親衛隊」（1971、サンケイ新聞社出版局）
  - 「ゲシュタポ SSと恐怖の秘密警察」（1984、サンケイ出版）
- 「ヒトラー暗殺事件　世界を震撼させた陰謀」（1972、サンケイ新聞社出版局）
- 「空軍元帥ゲーリング　第三帝国第二の男」（1972、サンケイ新聞社出版局）
- 「ゲシュタポへの挑戦」（1973、新人物往来社、Heinrich Fränkelと共著）

## 小説
- 「呪いを売る男」The Dreamers (1958、徳間書店ワールド・ホラー・ノベル・シリーズ)